# Jovellanos (Cuba)

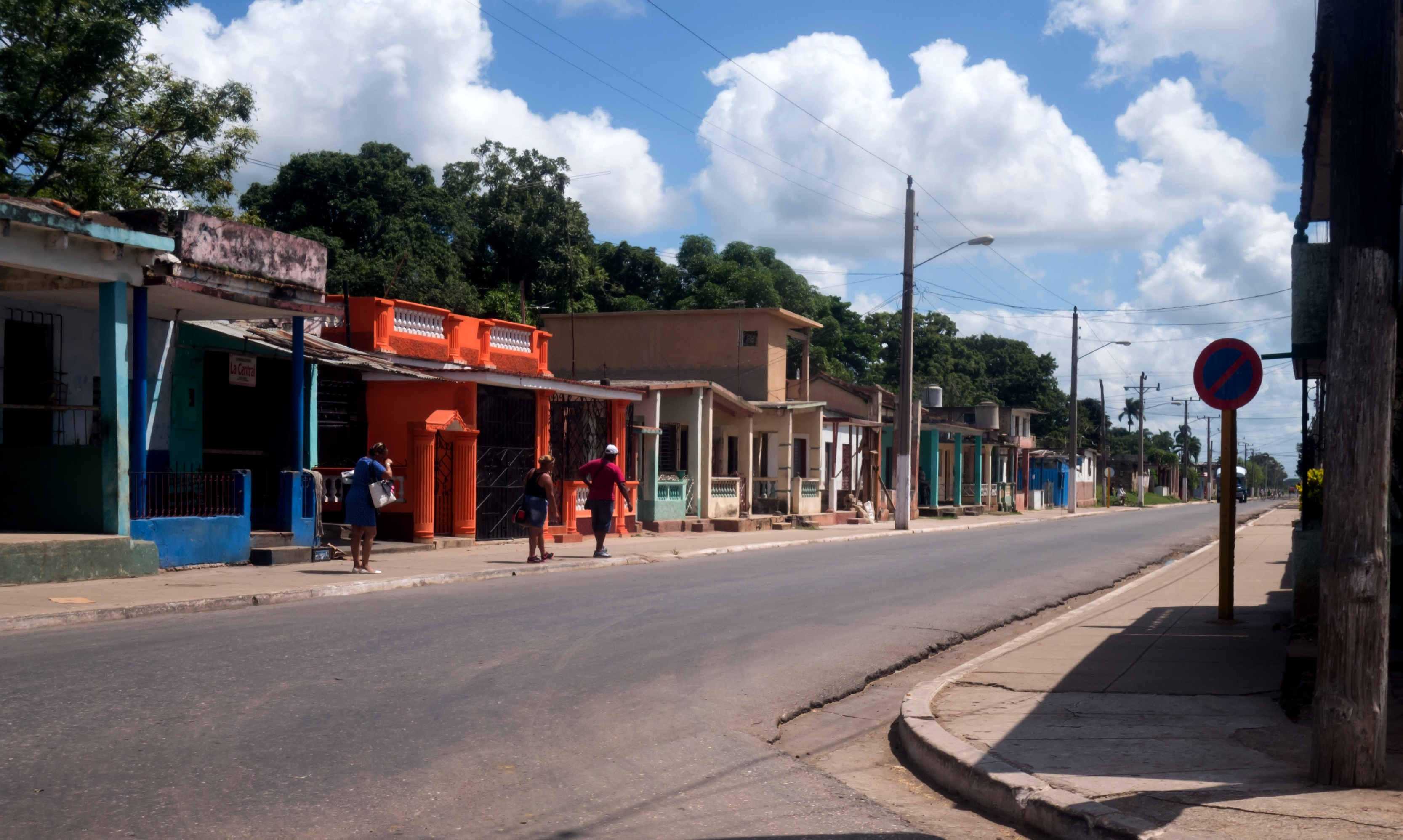
Fotografia das Jovellanos, município de Cuba.￼Ajuda

Jovellanos é um município de Cuba pertencente à província de Matanzas. 
Este divide-se no bairro da Asunción, Isabel, Realengo e San José.